# Cuha-völgyi alagút
A Cuha-völgyi alagút egy magyarországi vasúti alagút a 11-es számú Győr–Veszprém-vasútvonalon.

## Elhelyezkedése
Az alagút Vinye és Porva-Csesznek megállóhelyek között található, Bakonyszentkirály közigazgatási területének nyugati széle közelében.

## Története
Az alagút építése 1895-ben kezdődött meg, majd 1896-ban fejeződött be. Az 1980-as években teljesen felújították.
Jelenleg az állapota jó, a vonatok 40 km/h-s sebességgel közlekedhetnek benne.

## Megközelítés
Az alagutat a Vinyéről induló túraútvonal kiágazó lépcsős feljáróján keresztül lehet megközelíteni.